# Hommelkolibrie
De hommelkolibrie (Selasphorus heloisa synoniem: Atthis heloisa) is met 5,7 cm het kleinste vogeltje van Noord-Amerika en een van de kleinste ter wereld (de kleinste is de bijkolibrie).

## Kenmerken
Kolibries staan onder andere bekend om hun zeer hoge vleugelfrequentie (soms boven de 100 slagen per seconde = 100 Hz).

## Leefwijze
Deze kolibries eten vooral nectar; ze vliegen van bloem naar bloem en zuigen de nectar er uit met hun relatief lange snavels. Kolibries hebben de bijzondere eigenschap dat ze niet alleen stil kunnen hangen in de lucht, maar ook achteruit kunnen vliegen.

## Verspreiding en leefgebied
Dit vogeltje leeft in Mexico en wordt vaak aangezien voor een hommel.
De soort telt twee ondersoorten:
- S. h. margarethae: noordwestelijk en westelijk Mexico.
- S. h. heloisa: noordoostelijk, centraal en zuidelijk Mexico.

## Status
De grootte van de populatie is in 2022 geschat op 50-500 duizend volwassen vogels. Op de Rode lijst van de IUCN heeft deze soort de status niet bedreigd.  